# عبد العزيز غازي
عبد العزيز غازي (بالأردوية: مولانا عبد العزیز؛ بالإنجليزية: Abdul Aziz Ghazi) هو ثوري باكستاني، ولد في 1960 في إسلام آباد في باكستان.